# Jordan Henderson
Jordan Brian Henderson (Sunderland, 17 juni 1990) is een Engels voetballer die doorgaans als middenvelder speelt. Hij staat onder contract bij Brentford FC. Henderson speelde tijdens zijn carrière ruim tien jaar voor Liverpool FC en kwam onder andere ook uit voor AFC Ajax. Henderson debuteerde in 2010 in het Engels voetbalelftal.

## Clubcarrière

### Sunderland AFC
Henderson stroomde in 2008 door uit de jeugd van Sunderland. Hij debuteerde op 1 november 2008 voor het eerste team hiervan, als wisselspeler in een wedstrijd tegen Chelsea FC. Hij stond voor het eerst in de basis in een bekerwedstrijd tegen Blackburn Rovers. Sunderland verhuurde Henderson in januari 2009 voor het restant van het seizoen aan Coventry City. Voor die club maakte hij zijn debuut in een wedstrijd tegen Derby County. Eind februari 2009 maakte hij zijn eerste doelpunt voor Coventry, tegen Norwich City. Na tien wedstrijden en één goal keerde hij terug bij Sunderland.
Daar brak hij in het seizoen 2009/10 door in het eerste elftal. In december 2009 scoorde hij zijn eerste competitiedoelpunt voor de club, tegen Manchester City. Hij gaf die wedstrijd ook een assist, maar zag zijn ploeg met 3-4 verliezen. Het seizoen erop was hij met drie goals en vier assists belangrijk voor opnieuw een plek in de middenmoot van de Premier League. Henderson viel zo op, dat toenmalig bondscoach Fabio Capello nam hem op in de wedstrijdselectie van het Engels voetbalelftal voor een interland tegen Frankrijk op 17 november 2010, waarin hij negentig minuten speelde. Uiteindelijk speelde Henderson 79 wedstrijden voor de club uit de stad waar hij geboren is.

### Liverpool
In juni 2011 maakte Henderson de overstap naar Liverpool, dat ongeveer achttien miljoen euro voor hem betaalde. Hier tekende hij een vijfjarig contract. Henderson maakte op 13 augustus zijn debuut voor Liverpool in de openingswedstrijd van het seizoen, tegen Sunderland. Twee weken later was hij voor het eerst trefzeker voor The Reds in een wedstrijd tegen Bolton Wanderers. Hij miste in zijn eerste seizoen slechts één competitiewedstrijd, maar eindigde met Liverpool op een teleurstellende achtste plek. 
Op 27 april 2013 scoorde Henderson tweemaal en gaf hij één assist in de 6-0 overwinning op Newcastle United. Gedurende dat seizoen, zijn tweede bij Liverpool, scoorde Henderson zes goals. Op 29 september 2013 speelde Henderson zijn honderdste wedstrijd voor Liverpool, uitgerekend tegen zijn vorige werkgever Sunderland. Op 13 april 2014 tegen Manchester City pakte hij voor het eerst in zijn carrière een rode kaart na een gevaarlijke tackle op Samir Nasri. Hij miste daardoor drie wedstrijden door een schorsing. Op dat moment stond Liverpool eerste, maar zonder Henderson verloor Liverpool met 2-0 van Chelsea en speelde het 3-3 gelijk tegen Crystal Palace. Toen Henderson terugkeerde van een schorsing stond Liverpool tweede en kon hij niet meer voorkomen dat City kampioen werd.
Door het vertrek van Daniel Agger werd Henderson voorafgaand aan het seizoen 2014/15 tweede aanvoerder. Op 29 november was Henderson tegen Stoke City (1-0 winst) bij afwezigheid van Gerrard voor het eerst aanvoerder van Liverpool. Op 2 december scoorde Henderson de derde goal in een 3-1 overwinning op Crystal Palace, wat bovendien zijn 150'ste wedstrijd voor de club was. Op 23 april 2015 tekende Henderson een nieuw vijfjarig contract bij Liverpool.
Na het vertrek van Steven Gerrard bij Liverpool werd Henderson het seizoen erop verkozen tot de nieuwe aanvoerder van de ploeg. Dat seizoen stond Liverpool zowel in de finale van de Europa League als de EFL Cup, maar beide werden verloren, van Sevilla (1-3) en Manchester City (na strafschoppen) respectievelijk. 

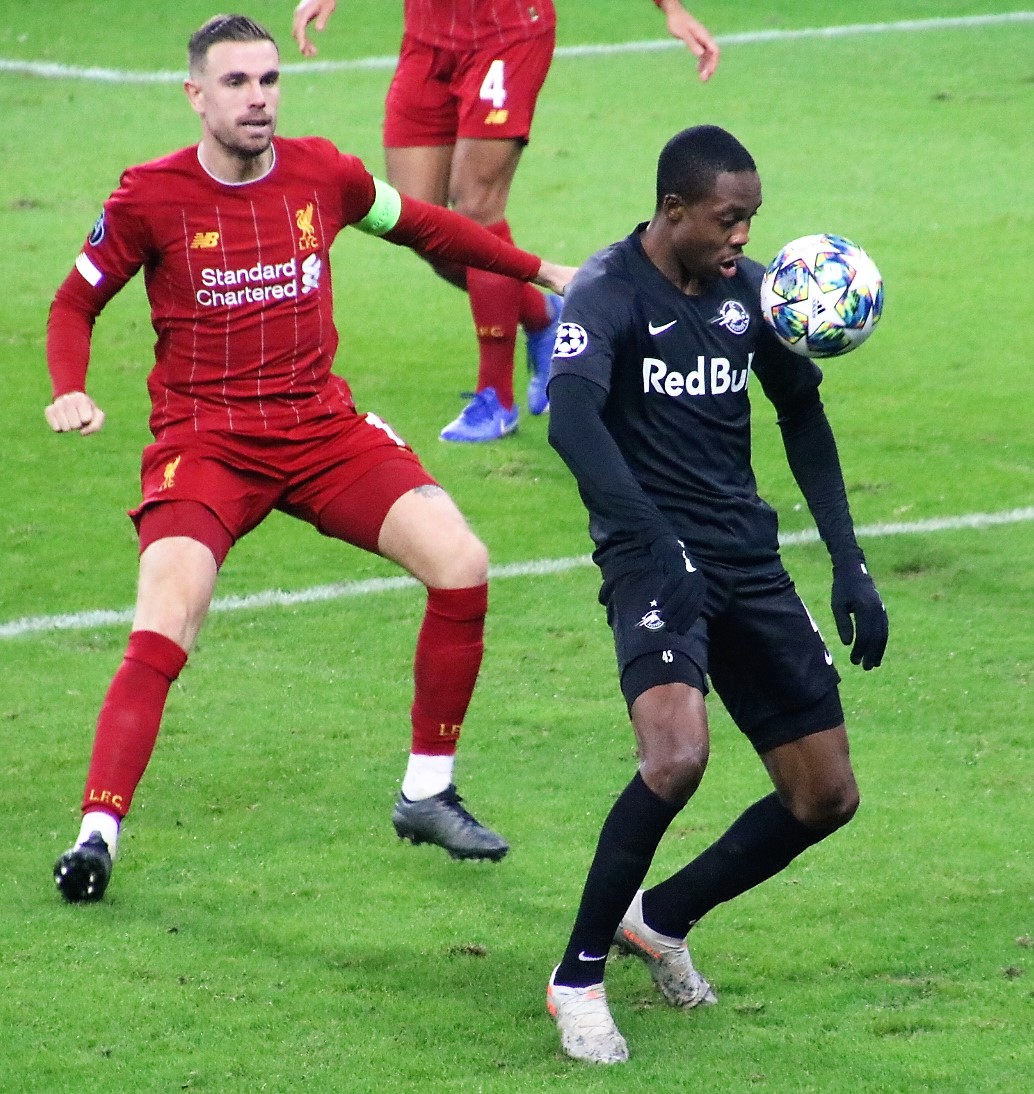
Henderson in duel met Enock Mwepu tijdens een Champions Leaguewedstrijd tegen Red Bull Salzburg op 19 december 2019.

Twee seizoenen later, in 2017/18, stond hij opnieuw in een Europese finale, ditmaal die van de Champions League tegen Real Madrid. In Kiev waren de Madrilenen echter te sterk voor de formatie van Jürgen Klopp. Het seizoen erop behaalde de Duitse coach met Liverpool en Henderson opnieuw de finale. Als aanvoerder versloeg hij in die finale Tottenham Hotspur met 0-2. Henderson speelde de hele wedstrijd. De ploeg behaalde bovendien 97 punten in de competitie, maar dat was er eentje minder dan kampioen Manchester City. Op 14 augustus was Henderson opnieuw de captain toen het in de UEFA Super Cup de Europa League-winnaar Chelsea en speelde in december 2019 beide wedstrijden in de WK voor clubs, waarin het in de finale CR Flamengo versloeg. Dat seizoen won het voor het eerst in dertig jaar de Premier League. Henderson werd benoemd tot FWA Footballer of the Year en was finalist voor de PFA Players' Player of the Year. 
Op 14 mei 2022 werd Henderson de eerste Liverpool-aanvoerder die zes verschillende prijzen won, toen het in de finale van de FA Cup op penalty's won van Chelsea. Dat was ook de tegenstander die Liverpool dat seizoen versloeg om de EFL Cup te winnen. Beide wedstrijden was Henderson captain. Het had nog mooier kunnen worden want een quadruple behoorde lange tijd tot de mogelijkheden. Echter, het verloor de finale van Real Madrid (opnieuw) en eindigde met 92 punten met opnieuw één punt achter Manchester City.
In zijn laatste seizoen bij Liverpool eindigde hij vijfde, waardoor deelname aan de Champions League net werd misgelopen. Wel won het dat jaar de Community Shield van City, waarin Henderson uiteraard captain was. In totaal speelde Henderson liefst 492 wedstrijden voor Liverpool, waarmee hij dertiende staat op de lijst van all-time meeste wedstrijden voor Liverpool.

### Al-Ettifaq
Na twaalf seizoenen verliet Henderson op 27 juli 2023 Liverpool en wisselde Henderson de club in voor de Saoedische club Al-Ettifaq. Deze club betaalde voor hem zo'n 14 miljoen euro. In Saoedi-Arabië ging hij naar verluidt zeven ton per week verdienen. Zijn overstap leverde ook de nodige kritiek op, omdat hij zich in verleden positief had opgesteld ten opzichte van LHBT-rechten. In Saoedi-Arabië is het onder meer illegaal om een relatie tussen hetzelfde geslacht te hebben en daardoor leverde de overstap van Henderson de nodige kritiek op.
Henderson maakte vervolgens op 14 augustus 2023 zijn officiële debuut voor Al-Ettifaq in de wedstrijd tegen Al-Nassr die met 2-1 gewonnen  werd. Hij kreeg vervolgens moeite met het aanpassen van zijn levensstijl en zou moeite hebben met het spelen in de Saoedische hitte.

### Ajax
Op 18 januari 2024 tekende Henderson een contract voor 2,5 jaar bij Ajax. Deze club had na een zeer slecht verlopen eerste seizoenshelft behoefte aan ervaring en stabiliteit op het middenveld. Henderson had zelf zijn contract bij Al-Ettifaq voor meerdere miljoenen afgekocht. Hij maakte zijn debuut voor Ajax op 3 februari 2024 in de thuiswedstrijd tegen PSV die met 1-1 eindigde. Henderson maakte direct de 90 minuten vol.
Aan het begin van seizoen 2024/25 wees de nieuwe trainer Francesco Farioli Henderson aan als de nieuwe aanvoerder van Ajax. Als aanvoerder leek Henderson het team naar het landskampioenschap te kunnen leiden met een voorsprong van 9 punten op de nummer 2. Het team eindigde echter één punt achter PSV nadat het in de laatste vijf speelrondes meermaals punten verspeelden. Op 10 juli 2025 maakte de club bekend per direct het contract met Henderson te beëindigen, waardoor hij transfervrij werd.

### Brentford FC
Op 15 juli 2025 vervolgde Henderson zijn loopbaan bij Brentford FC waar hij een contract tekende voor twee jaar.

## Clubstatistieken
| Seizoen         | Club            | Competitie      | Competitie | Competitie | Beker | Beker | Internationaal | Internationaal | Totaal | Totaal |
| Seizoen         | Club            | Competitie      | Wed.       | Dlp.       | Wed.  | Dlp.  | Wed.           | Dlp.           | Wed.   | Dlp.   |
| --------------- | --------------- | --------------- | ---------- | ---------- | ----- | ----- | -------------- | -------------- | ------ | ------ |
| 2008/09         | → Coventry City | Championship    | 10         | 1          | 3     | 0     | —              | —              | 13     | 1      |
| 2008/09         | Sunderland      | Premier League  | 1          | 0          | 1     | 0     | —              | —              | 2      | 0      |
| 2009/10         | Sunderland      | Premier League  | 33         | 1          | 5     | 1     | —              | —              | 38     | 2      |
| 2010/11         | Sunderland      | Premier League  | 37         | 3          | 2     | 0     | —              | —              | 39     | 3      |
| 2011/12         | Liverpool       | Premier League  | 37         | 2          | 11    | 0     | —              | —              | 48     | 2      |
| 2012/13         | Liverpool       | Premier League  | 30         | 5          | 4     | 0     | 10             | 1              | 44     | 6      |
| 2013/14         | Liverpool       | Premier League  | 35         | 4          | 5     | 1     | –              | –              | 40     | 5      |
| 2014/15         | Liverpool       | Premier League  | 37         | 6          | 11    | 0     | 6              | 1              | 54     | 7      |
| 2015/16         | Liverpool       | Premier League  | 17         | 2          | 3     | 0     | 6              | 0              | 26     | 2      |
| 2016/17         | Liverpool       | Premier League  | 24         | 1          | 3     | 0     | –              | –              | 27     | 1      |
| 2017/18         | Liverpool       | Premier League  | 27         | 1          | 2     | 0     | 12             | 0              | 41     | 1      |
| 2018/19         | Liverpool       | Premier League  | 32         | 1          | 1     | 0     | 11             | 0              | 44     | 1      |
| 2019/20         | Liverpool       | Premier League  | 30         | 4          | 1     | 0     | 9              | 0              | 40     | 4      |
| 2020/21         | Liverpool       | Premier League  | 21         | 1          | 1     | 0     | 6              | 0              | 28     | 1      |
| 2021/22         | Liverpool       | Premier League  | 35         | 2          | 10    | 0     | 12             | 1              | 57     | 3      |
| 2022/23         | Liverpool       | Premier League  | 35         | 0          | 4     | 0     | 4              | 0              | 43     | 0      |
| 2023/24         | Al-Ettifaq      | Pro League      | 17         | 0          | 2     | 0     | –              | –              | 19     | 0      |
| 2023/24         | Ajax            | Eredivisie      | 9          | 0          | 0     | 0     | 3              | 0              | 12     | 0      |
| 2024/25         | Ajax            | Eredivisie      | 28         | 1          | 2     | 0     | 15             | 0              | 45     | 1      |
| Carrière totaal | Carrière totaal | Carrière totaal | 445        | 36         | 66    | 2     | 81             | 3              | 592    | 41     |

Bijgewerkt op 24 juni 2025.

## Interlandcarrière

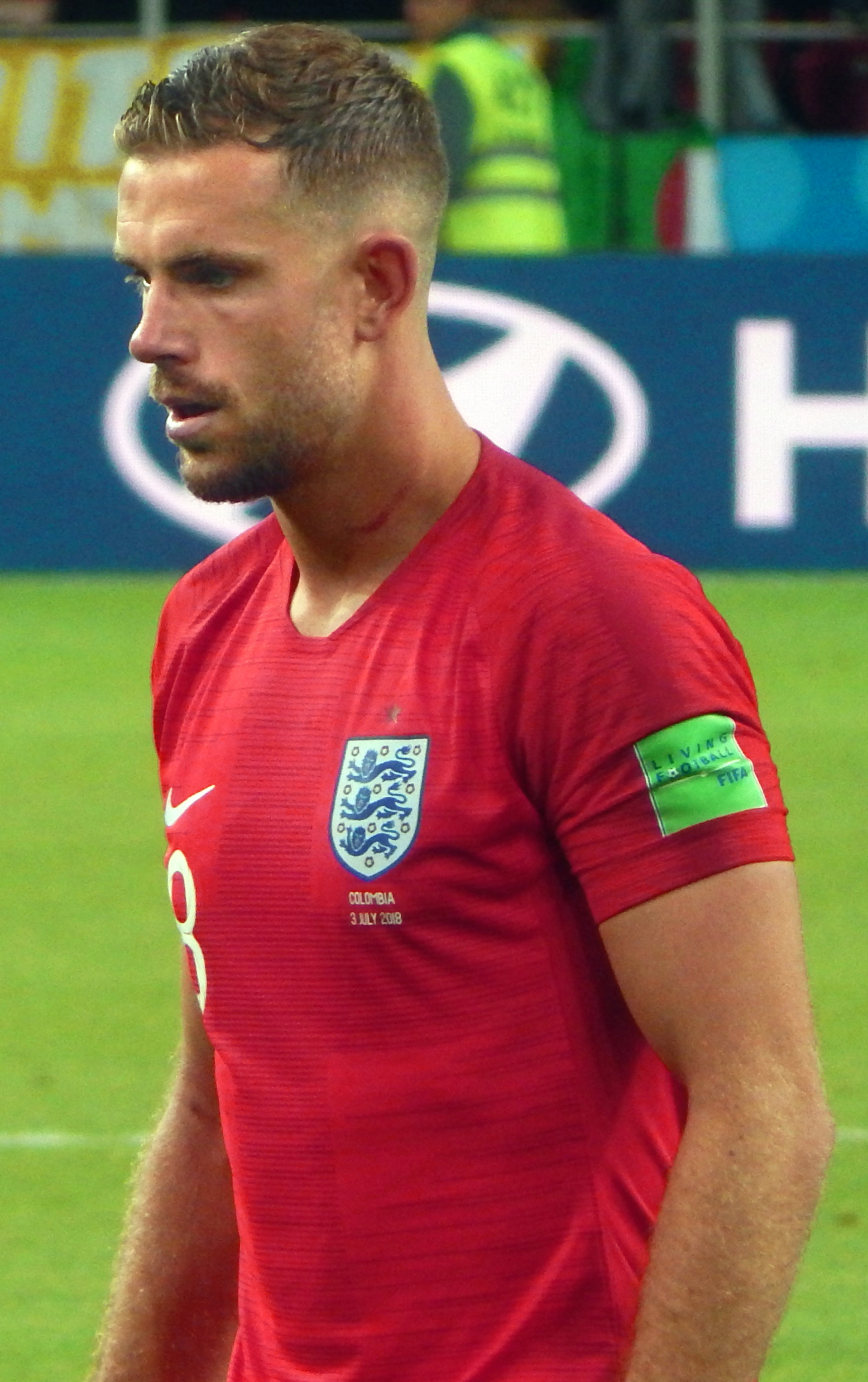
Henderson met het Engels voetbalelftal in 2018.

Henderson speelde voor verschillende nationale jeugdselecties van Engeland. Hij maakte op 17 november 2010 als basisspeler zijn debuut in het Engels voetbalelftal in een wedstrijd tegen Frankrijk. Na afhaken van Frank Lampard werd Henderson door de toenmalige Engelse bondscoach Roy Hodgson opgenomen in de definitieve selectie voor het Europees kampioenschap voetbal 2012 in Polen en Oekraïne. Daar werd de ploeg in de kwartfinales na strafschoppen (2–4) uitgeschakeld door Italië. In de reguliere speeltijd en verlenging waren beide teams blijven steken op 0–0.
Henderson maakte in 2014 ook deel uit van de 23-koppige selectie van Roy Hodgson dat deelnam aan het wereldkampioenschap voetbal 2014. Engeland was daarin na twee wedstrijden uitgeschakeld voor de achtste finales. Op 16 mei 2016 werd Henderson opgenomen in de selectie van Engeland voor het Europees kampioenschap voetbal 2016. Engeland werd in de achtste finale uitgeschakeld door IJsland (1–2) na doelpunten van Ragnar Sigurðsson en Kolbeinn Sigþórsson. Henderson maakte tevens deel uit van de Engelse selectie voor het WK voetbal 2018 in Rusland, die door bondscoach Gareth Southgate op 16 mei bekend werd gemaakt. Henderson ging ook mee naar het EK voetbal 2020 dat in 2021 werd gespeeld in de kwartfinale kopte Henderson in de 63e minuut de 4-0 binnen dat tevens ook de eindstand werd. Henderson werd ook geselecteerd voor het WK 2022 in Qatar hij speelde tegen Wales, Senegal en tegen de uiteindelijke finalist Frankrijk, in de kwalificatie voor dat toernooi scoorde hij tegen Albanië in de blessuretijd van de eerste helft 
| Interlands van Jordan Henderson voor Engeland | Interlands van Jordan Henderson voor Engeland | Interlands van Jordan Henderson voor Engeland | Interlands van Jordan Henderson voor Engeland | Interlands van Jordan Henderson voor Engeland | Interlands van Jordan Henderson voor Engeland |
| №                                             | Datum                                         | Wedstrijd                                     | Uitslag                                       | Soort wedstrijd                               | Doelpunten                                    |
| Als speler bij Sunderland                     | Als speler bij Sunderland                     | Als speler bij Sunderland                     | Als speler bij Sunderland                     | Als speler bij Sunderland                     | Als speler bij Sunderland                     |
| --------------------------------------------- | --------------------------------------------- | --------------------------------------------- | --------------------------------------------- | --------------------------------------------- | --------------------------------------------- |
| 1.                                            | 17 november 2010                              | Engeland – Frankrijk                          | 1 – 2                                         | Vriendschappelijk                             |                                               |
| Als speler bij Liverpool                      |                                               |                                               |                                               |                                               |                                               |
| 2.                                            | 26 mei 2012                                   | Noorwegen – Engeland                          | 0 – 1                                         | Vriendschappelijk                             |                                               |
| 3.                                            | 2 juni 2012                                   | Engeland – België                             | 1 – 0                                         | Vriendschappelijk                             |                                               |
| 4.                                            | 11 juni 2012                                  | Engeland – Frankrijk                          | 1 – 1                                         | EK 2012                                       |                                               |
| 5.                                            | 24 juni 2012                                  | Engeland – Italië                             | 0 – 0                                         | EK 2012                                       |                                               |
| 6.                                            | 15 november 2013                              | Engeland – Chili                              | 0 – 2                                         | Vriendschappelijk                             |                                               |
| 7.                                            | 19 november 2013                              | Engeland – Duitsland                          | 0 – 1                                         | Vriendschappelijk                             |                                               |
| 8.                                            | 5 maart 2014                                  | Engeland – Denemarken                         | 1 – 0                                         | Vriendschappelijk                             |                                               |
| 9.                                            | 30 mei 2014                                   | Engeland – Peru                               | 3 – 0                                         | Vriendschappelijk                             |                                               |
| 10.                                           | 4 juni 2014                                   | Ecuador – Engeland                            | 2 – 2                                         | Vriendschappelijk                             |                                               |
| 11.                                           | 7 juni 2014                                   | Engeland – Honduras                           | 0 – 0                                         | Vriendschappelijk                             |                                               |
| 12.                                           | 14 juni 2014                                  | Engeland – Italië                             | 1 – 2                                         | WK 2014                                       |                                               |
| 13.                                           | 19 juni 2014                                  | Uruguay – Engeland                            | 2 – 1                                         | WK 2014                                       |                                               |
| 14.                                           | 3 september 2014                              | Engeland – Noorwegen                          | 1 – 0                                         | Vriendschappelijk                             |                                               |
| 15.                                           | 8 september 2014                              | Zwitserland – Engeland                        | 0 – 2                                         | Kwalificatie EK 2016                          |                                               |
| 16.                                           | 9 oktober 2014                                | Engeland – San Marino                         | 5 – 0                                         | Kwalificatie EK 2016                          |                                               |
| 17.                                           | 12 oktober 2014                               | Estland – Engeland                            | 0 – 1                                         | Kwalificatie EK 2016                          |                                               |
| 18.                                           | 15 november 2014                              | Engeland – Slovenië                           | 3 – 1                                         | Kwalificatie EK 2016                          |                                               |
| 19.                                           | 27 maart 2015                                 | Engeland – Litouwen                           | 4 – 0                                         | Kwalificatie EK 2016                          |                                               |
| 20.                                           | 31 maart 2015                                 | Engeland – Italië                             | 1 – 1                                         | Vriendschappelijk                             |                                               |
| 21.                                           | 7 juni 2015                                   | Ierland – Engeland                            | 0 – 0                                         | Vriendschappelijk                             |                                               |
| 22.                                           | 14 juni 2015                                  | Slovenië – Engeland                           | 2 – 3                                         | Kwalificatie EK 2016                          |                                               |
| 23.                                           | 26 maart 2016                                 | Duitsland – Engeland                          | 2 – 3                                         | Vriendschappelijk                             |                                               |
| 24.                                           | 22 mei 2016                                   | Engeland – Turkije                            | 2 – 1                                         | Vriendschappelijk                             |                                               |
| 25.                                           | 27 mei 2016                                   | Engeland – Australië                          | 2 – 1                                         | Vriendschappelijk                             |                                               |
| 26.                                           | 2 juni 2016                                   | Engeland – Portugal                           | 1 – 0                                         | Vriendschappelijk                             |                                               |
| 27.                                           | 20 juni 2016                                  | Slowakije – Engeland                          | 0 – 0                                         | EK 2016                                       |                                               |
| 28.                                           | 4 september 2016                              | Slowakije – Engeland                          | 0 – 1                                         | Kwalificatie WK 2018                          |                                               |
| 29.                                           | 8 oktober 2016                                | Engeland – Malta                              | 2 – 0                                         | Kwalificatie WK 2018                          |                                               |
| 30.                                           | 11 oktober 2016                               | Slovenië – Engeland                           | 0 – 0                                         | Kwalificatie WK 2018                          |                                               |
| 31.                                           | 11 november 2016                              | Engeland – Schotland                          | 3 – 0                                         | Kwalificatie WK 2018                          |                                               |
| 32.                                           | 15 november 2016                              | Engeland – Spanje                             | 2 – 2                                         | Vriendschappelijk                             |                                               |
| 33.                                           | 1 september 2017                              | Malta – Engeland                              | 0 – 4                                         | Kwalificatie WK 2018                          |                                               |
| 34.                                           | 4 september 2017                              | Engeland – Slowakije                          | 2 – 1                                         | Kwalificatie WK 2018                          |                                               |
| 35.                                           | 5 oktober 2017                                | Engeland – Slovenië                           | 1 – 0                                         | Kwalificatie WK 2018                          |                                               |
| 36.                                           | 8 oktober 2017                                | Litouwen – Engeland                           | 0 – 1                                         | Kwalificatie WK 2018                          |                                               |
| 37.                                           | 23 maart 2018                                 | Nederland – Engeland                          | 0 – 1                                         | Vriendschappelijk                             |                                               |
| 38.                                           | 27 maart 2018                                 | Engeland – Italië                             | 1 – 1                                         | Vriendschappelijk                             |                                               |
| 39.                                           | 7 juni 2018                                   | Engeland – Costa Rica                         | 2 – 0                                         | Vriendschappelijk                             |                                               |
| 40.                                           | 18 juni 2018                                  | Tunesië – Engeland                            | 1 – 2                                         | WK 2018                                       |                                               |
| 41.                                           | 24 juni 2018                                  | Engeland – Panama                             | 6 – 1                                         | WK 2018                                       |                                               |
| 42.                                           | 3 juli 2018                                   | Colombia – Engeland                           | 1 – 1 (4-5 w.n.s.)                            | WK 2018                                       |                                               |
| 43.                                           | 7 juli 2018                                   | Zweden – Engeland                             | 0 – 2                                         | WK 2018                                       |                                               |
| 44.                                           | 11 juli 2018                                  | Kroatië – Engeland                            | 2 – 1 (nv)                                    | WK 2018                                       |                                               |
| 45.                                           | 8 september 2018                              | Engeland – Spanje                             | 1 – 2                                         | Nations League 2018/19                        |                                               |
| 46.                                           | 11 september 2018                             | Engeland – Zwitserland                        | 1 – 0                                         | Vriendschappelijk                             |                                               |
| 47.                                           | 12 oktober 2018                               | Kroatië – Engeland                            | 0 – 0                                         | Nations League 2018/19                        |                                               |
| 48.                                           | 15 november 2018                              | Engeland – Verenigde Staten                   | 3 – 0                                         | Vriendschappelijk                             |                                               |
| 49.                                           | 22 maart 2019                                 | Engeland – Tsjechië                           | 5 – 0                                         | Kwalificatie EK 2020                          |                                               |
| 50.                                           | 25 maart 2019                                 | Montenegro – Engeland                         | 1 – 5                                         | Kwalificatie EK 2020                          |                                               |
| 51.                                           | 6 juni 2019                                   | Nederland – Engeland                          | 3 – 1 (nv                                     | Nations League 2018/19                        |                                               |
| 52.                                           | 7 september 2019                              | Engeland – Bulgarije                          | 4 – 0                                         | Kwalificatie EK 2020                          |                                               |
| 53.                                           | 10 september 2019                             | Engeland – Kosovo                             | 5 – 3                                         | Kwalificatie EK 2020                          |                                               |
| 54.                                           | 11 oktober 2019                               | Tsjechië – Engeland                           | 2 – 1                                         | Kwalificatie EK 2020                          |                                               |
| 55.                                           | 14 oktober 2019                               | Bulgarije – Engeland                          | 0 – 6                                         | Kwalificatie EK 2020                          |                                               |
| 56.                                           | 11 oktober 2020                               | Engeland – België                             | 2 – 1                                         | Nations League 2020/21                        |                                               |
| 57.                                           | 14 oktober 2020                               | Engeland – Denemarken                         | 0 – 1                                         | Nations League 2020/21                        |                                               |
| 58.                                           | 15 november 2020                              | België – Engeland                             | 2 – 0                                         | Nations League 2020/21                        |                                               |
| 59.                                           | 22 juni 2021                                  | Tsjechië – Engeland                           | 0 – 1                                         | EK 2020                                       |                                               |
| 60.                                           | 29 juni 2021                                  | Engeland – Duitsland                          | 2 – 0                                         | EK 2020                                       |                                               |
| 61.                                           | 3 juli 2021                                   | Oekraïne – Engeland                           | 0 – 4                                         | EK 2020                                       | 63'                                           |
| 62.                                           | 7 juli 2021                                   | Engeland – Denemarken                         | 2 – 1 (nv)                                    | EK 2020                                       |                                               |
| 63.                                           | 11 juli 2021                                  | Italië – Engeland                             | 1 – 1 (4-3 w.n.s.)                            | EK 2020                                       |                                               |
| 64.                                           | 2 september 2021                              | Hongarije – Engeland                          | 0 – 4                                         | Kwalificatie WK 2022                          |                                               |
| 65.                                           | 5 september 2021                              | Engeland – Andorra                            | 4 – 0                                         | Kwalificatie WK 2022                          |                                               |
| 66.                                           | 12 oktober 2021                               | Engeland – Hongarije                          | 1 – 1                                         | Kwalificatie WK 2022                          |                                               |
| 67.                                           | 12 november 2021                              | Engeland – Albanië                            | 5 – 0                                         | Kwalificatie WK 2022                          | 45+1'                                         |
| 68.                                           | 26 maart 2022                                 | Engeland – Zwitserland                        | 2 – 1                                         | Vriendschappelijk                             |                                               |
| 69.                                           | 26 september 2022                             | Engeland – Duitsland                          | 3 – 3                                         | Nations League 2022/23                        |                                               |
| 70.                                           | 25 november 2022                              | Engeland – Verenigde Staten                   | 0 – 0                                         | WK 2022                                       |                                               |
| 71.                                           | 29 november 2022                              | Wales – Engeland                              | 0 – 3                                         | WK 2022                                       |                                               |
| 72.                                           | 4 december 2022                               | Engeland – Senegal                            | 3 – 0                                         | WK 2022                                       |                                               |
| 73.                                           | 10 december 2022                              | Engeland – Frankrijk                          | 1 – 2                                         | WK 2022                                       |                                               |
| 74.                                           | 26 maart 2023                                 | Engeland – Oekraïne                           | 2 – 0                                         | Kwalificatie EK 2024                          |                                               |
| 75.                                           | 16 juni 2023                                  | Malta – Engeland                              | 0 – 4                                         | Kwalificatie EK 2024                          |                                               |
| 76.                                           | 19 juni 2023                                  | Engeland – Noord-Macedonië                    | 7 – 0                                         | Kwalificatie EK 2024                          |                                               |
| Als speler bij Al-Ettifaq                     |                                               |                                               |                                               |                                               |                                               |
| 77.                                           | 9 september 2023                              | Oekraïne – Engeland                           | 1 – 1                                         | Kwalificatie EK 2024                          |                                               |
| 78.                                           | 13 oktober 2023                               | Engeland – Australië                          | 1 – 0                                         | Vriendschappelijk                             |                                               |
| 79.                                           | 17 oktober 2023                               | Engeland – Italië                             | 3 – 1                                         | Kwalificatie EK 2024                          |                                               |
| 80.                                           | 17 november 2023                              | Engeland – Malta                              | 2 – 0                                         | Kwalificatie EK 2024                          |                                               |

## Erelijst
| FIFA Club World Cup         | 1x | 2019             |
| UEFA Champions League       | 1x | 2018/19          |
| UEFA Super Cup              | 1x | 2019             |
| Premier League              | 1x | 2019/20          |
| Football League Cup/EFL Cup | 2x | 2011/12, 2021/22 |
| FA Cup                      | 1x | 2021/22          |
| FA Community Shield         | 1x | 2022             |